# Carlos Fierro
Carlos Eduardo Fierro Guerrero, né le 24 juillet 1994 à Ahome, est un footballeur mexicain qui joue au poste d'attaquant.

## Biographie
Le 25 juin 2019, il s'engage en faveur des Earthquakes de San José.

## Palmarès

### En club
- Chivas de Guadalajara
  - Vainqueur du Tournoi Apertura en 2011

### En équipe nationale
- Équipe du Mexique des moins de 17 ans
  - Vainqueur de la Coupe du monde de football des moins de 17 ans en 2011

### Distinctions personnelles
- Équipe du Mexique des moins de 17 ans
  - Ballon de Bronze lors de la Coupe du monde de football des moins de 17 ans en 2011